# C. E. Morgan
Catherine Elaine Morgan, nota come C. E. Morgan (Cincinnati, 23 giugno 1976), è una scrittrice statunitense.

## Biografia
Nata a Cincinnati nel 1976, ha compiuto gli studi al Berea College e all'Harvard Divinity School.
Ha esordito nella narrativa nel 2009 con il romanzo Tutti i viventi, scritto mentre studiava ad Harvard e ha pubblicato la sua seconda opera, Lo sport dei re, sette anni dopo.

## Opere

### Romanzi
- Tutti i viventi (All the Living, 2009), Torino, Einaudi, 2010 traduzione di Giovanna Scocchera ISBN 978-88-06-19530-4.
- Lo sport dei re (The Sport of Kings, 2016), Torino, Einaudi, 2018 traduzione di Giovanna Scocchera ISBN 978-88-06-19531-1.

## Premi e riconoscimenti

### Vincitrice
National Book Foundation "5 under 35"
- 2009[6]

Premi Whiting
- 2013 nella sezione "Narrativa"[7]

Kirkus Prize
- 2016 nella sezione "Narrativa"[8]

Premi Letterari Windham-Campbell
- 2016 nella sezione "Narrativa"[9]

Guggenheim Fellowship
- 2022[10]

### Finalista
Premio Pulitzer per la narrativa
- 2017 con Lo sport dei re[11]

Women's Prize for Fiction
- 2017 con Lo sport dei re[12]